# 萝宾·诺伊曼
萝宾·诺伊曼（荷蘭語：Robin Neumann，1997年12月12日—）是一名荷兰女子游泳运动员，主攻自由泳。她的父亲是奥地利人，母亲是荷兰人。她原本主攻仰泳，2014年南京青奥后开始主攻自由泳。2017年，她进入美国的加利福尼亞大學柏克萊分校，开始代表该队参加美国校际比赛。